# Horn (Austria)
Horn – miasto powiatowe w Austrii, w kraju związkowym Dolna Austria, siedziba powiatu Horn. Leży we wschodniej części rejonu Waldviertel, nad rzeką Taffa.

## Historia
Najstarsze potwierdzone dowodami ślady działalności człowieka w tym terenie sięgają kultury oryniackiej w czasie epoki lodowej. W zachodniej części dzisiejszego Horn znajduje się stanowisko, gdzie odkryto ognisko sprzed 30-u tysięcy lat z fragmentami kości zwierząt łowionych w plejstocenie (mamuta, reniferów, dzikich koni) oraz liczne narzędzia kamienne. Przedgórze dolnoaustriackiego Galgenbergu zamieszkiwane było przez 12 tysięcy lat. Ślady działalności rolniczej pochodzą sprzed 5 000 lat p.n.e. Wiele śladów archeologicznych świadczy o tym, że teren ten był zamieszkiwany bez znacznych przerw przez okresy prehistoryczne i starożytne, aż do dzisiaj.
W połowie XI wieku po raz pierwszy pojawia się nazwa Horn w łacińskiej formie Hornarun w dokumencie dotyczącym w tym okresie wybudowanego w pobliżu warownego kościoła św. Stefana (St. Stephan). W późnym średniowieczu  miasto Horn odgrywało ważną rolę w regionie. Miasto było ważnym ośrodkiem handlowym z komorą celną, a także z siedzibą sądu. Zabytkowe mury miejskie z basztami pozostały do dziś w dużej mierze nienaruszone. Pod koniec XVI wieku, miasto stało się ośrodkiem reformacji. W XVII wieku powstało liceum, a społeczność tworzyło 30 domów sukienników i farbiarzy.  W 1732 roku powstał browar specjalizujący się w piwie pszenicznym, a potem także w piwie zielonym.
W 1850 roku Horn stało się siedzibą powiatu Horn. W roku 1889 miasto uzyskało połączenie kolejowe z ogólną siecią. 

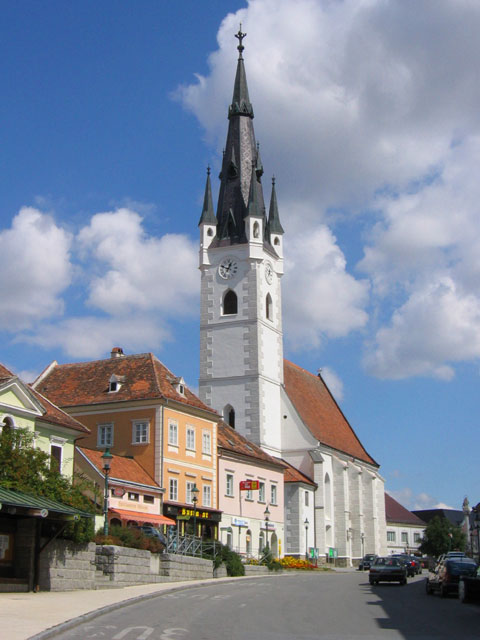
Na pierwszym planie kościół parafialny św. Jerzego (St. Georg)

## Zabytki
- Kościół pw. św Stefana (St. Stephan), najstarszy sięgający założenia miasta, wspomniano w 1050 r. Pierwotnie kościół parafialny był w stylu romańskim. Później dobudowano gotycki chór, a w XVIII wieku został ubarokowiony[2]
- Kościół parafialny pw. św Jerzego (St. Georg), renesansowy budynek z gotyckimi dodatkami, zbudowany w latach 1593-1597 jako kościół luterański[3]

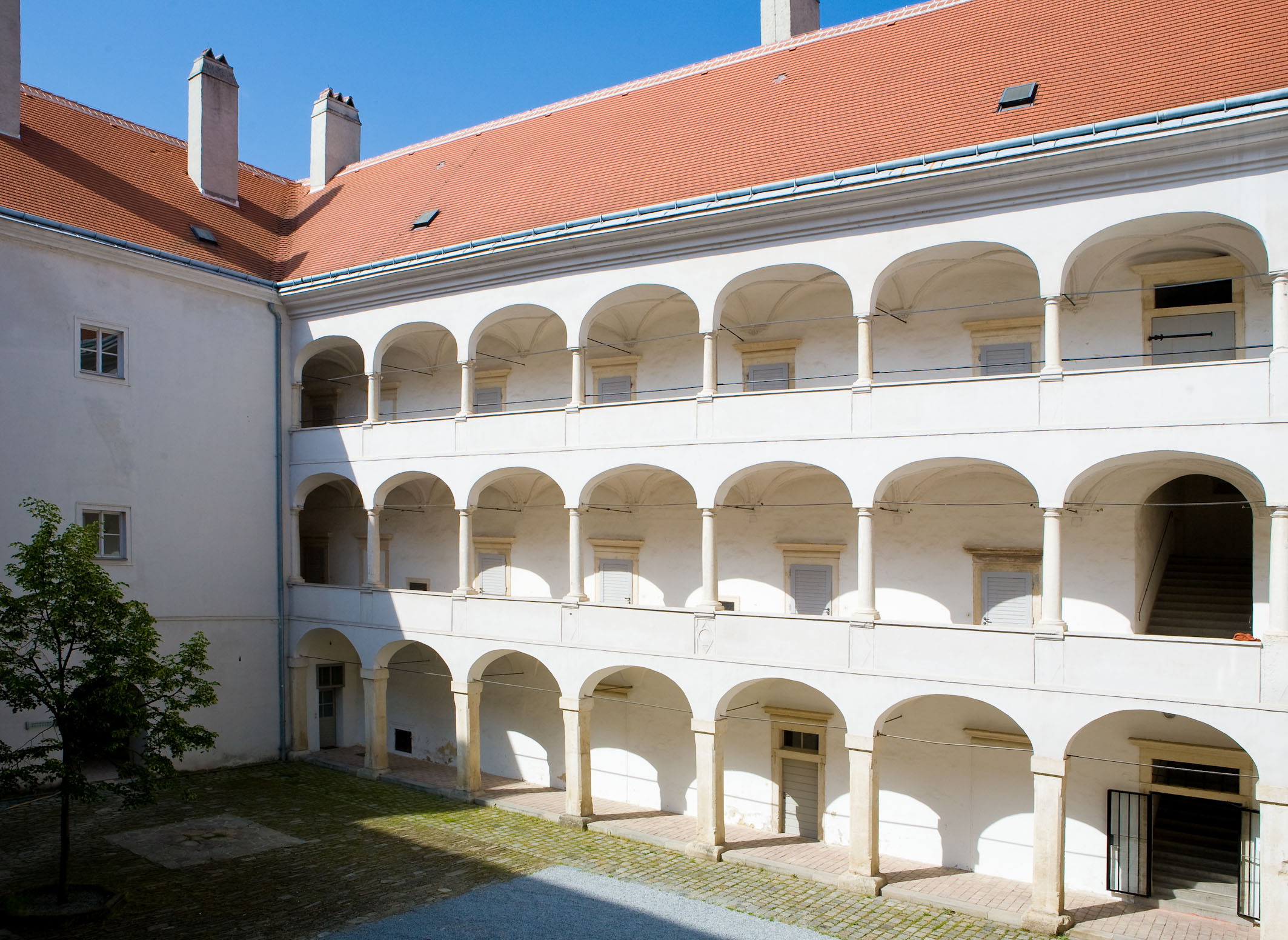
Arkady Domu Sztuki Horn

- klasztor, kościół i biblioteka pijarów. Konsekrowany kościół pw. św. Antoniego (Hl. Antonius)[4], budowano w stylu barokowym w latach 1658-62. W 1957 roku pijarzy założyli liceum, które z drobną przerwą działało w tej formie do 1872 roku, w którym to je przemianowano na szkołę krajową. Obecnie budynek ten jest Domem Sztuki (Kunsthaus), w którym odbywają się także koncerty i spektakle teatralne, wykorzystując istniejące na dziedzińcu arkady[5]
- dawny szpital miejski, ufundowany w 1395 roku, kilka razy obszernie przebudowany. Na jego terenie znajduje się mała kaplica z XV wieku. Od 1973 roku budynki zajmują muzea, w tym muzeum Josefa Höbartha (Höbarthmuseum) założone w 1930 roku, posiada najliczniejsze eksponaty prehistoryczne w Dolnej Austrii. Innymi tematami w muzeum są folklor miejscowy i historia miasta[6]
- Muzeum Maszyn Rolniczych (Madermuseum) - rolnik Ernst Mader jako przywódca powiatowego NSDAP zebrał i przekazał miastu w 1975 roku[7]
- pozostałości osiedla sukienników i farbiarzy przy ulicy Raabser Straße, zbudowanego przez hrabiego Ferdinanda Kurza von Senftenau (1592–1659) - jedno z pierwszych wczesnoprzemysłowych osiedli robotniczych w Austrii, przed którym stoi kaplica Matki Bożej z Altötting (Czarna Madonna), z 1656 roku, wzorowana na wzór bawarskiej kaplicy z Sanktuarium w Altötting[8]
- zamek Horn i budynek Sądu Krajowego, znajdujący się w dużym parku[9][10].

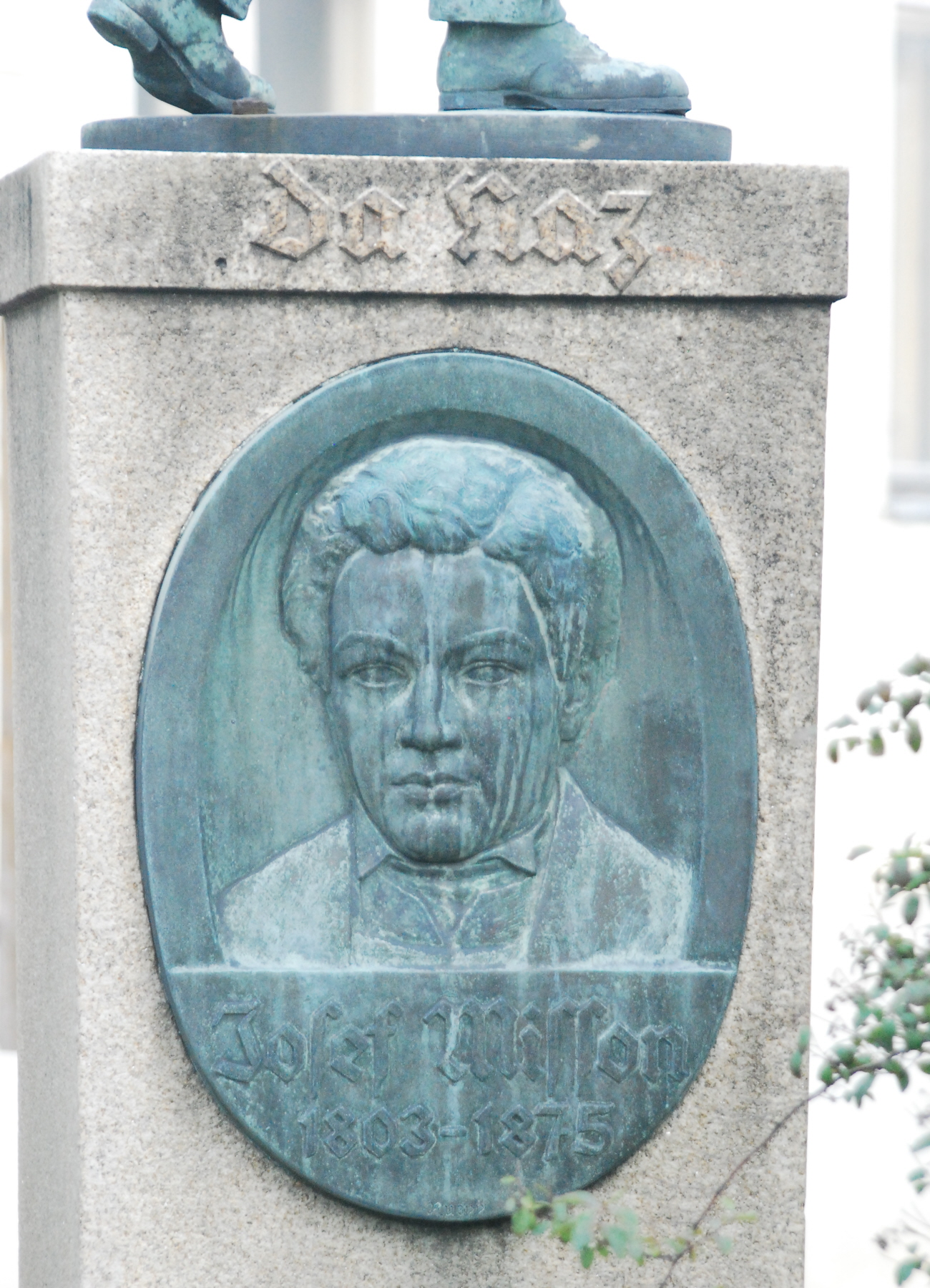
Płaskorzeźba portretowa pomnika Josepha Missona

- pomnik Josepha Missona

## Osoby

### Ludzie urodzeni w Horn
- Christoph Baumgartner (ur. 1 sierpnia 1999) – austriacki piłkarz
- Stefan Michael Newerkla (ur. 7 października 1972) – austriacki slawista oraz filolog